# Papaver pilosum
Papaver pilosum är en vallmoväxtart. Papaver pilosum ingår i släktet vallmor, och familjen vallmoväxter.

## Underarter
Arten delas in i följande underarter:
- P. p. glabrisepalum
- P. p. pilosum
- P. p. sparsipilosum
- P. p. spicatum
- P. p. strictum

## Bildgalleri

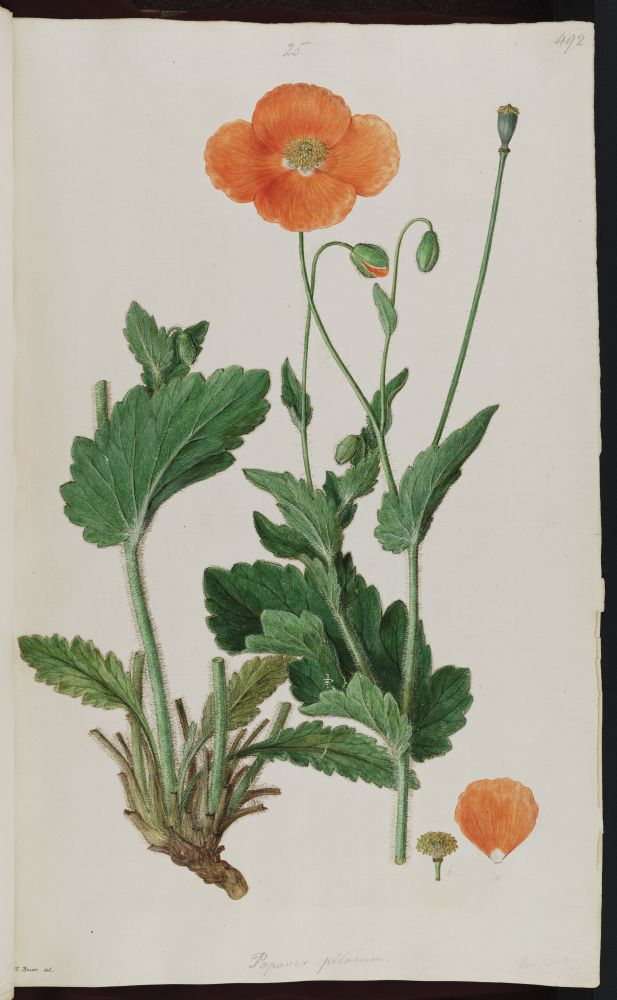